# Balindong

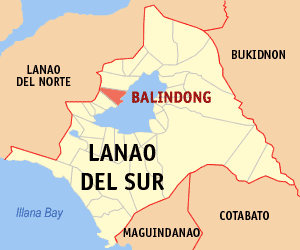
Bản đồ Lanao del Sur với vị trí của Balindong

Balindong (trước đây gọi là Watu) là một đô thị hạng 4 ở tỉnh Lanao del Sur, Philippines. Theo điều tra dân số năm 2000 của Philipin, đô thị này có dân số 24.470 người trong 3.220 hộ.

## Các đơn vị hành chính
Balindong được chia ra 38 barangay.
| - Abaga (Mapantao) - Poblacion (Balindong) - Pantaragoo - Bantoga Wato - Barrit - Bubong - Bubong Cadapaan - Borakis - Bualan - Cadapaan - Cadayonan - Kaluntay - Dadayag | - Dado - Dibarusan - Dilausan - Dimarao - Ingud - Lalabuan - Lilod - Lumbayao - Limbo - Lumbac Lalan - Lumbac Wato - Magarang - Nusa Lumba Ranao | - Padila - Pagayawan - Paigoay - Raya - Salipongan - Talub - Tomarompong - Tantua Raya - Tuka Bubong - Bolinsong - Lati - Malaig |